# Ratho Princess
Ratho Princess est un navire à passagers fluvial, construit en 1924 en Écosse. Il opère toujours sur le canal de Forth et Clyde pour l'égide de la société Southern River Steamers.

Il est classé bateau historique depuis 1993 par le National Historic Ships UK  et au registre du National Historic Fleet.

## Histoire
Ce petit bateau d'excursion a été construit en 1924 par Graham Bunn de Wroxham  sous le nom de Prince pour George Smith & Company. En 1936, il a été vendu à la société Broads Tours puis, en 1973, revendu   à Waveney River Tours d'Oulton Broad. Il a été équipé d'un moteur diesel BMC 1.5 en 1970.

En 1977, il a été vendu à Southern River Steamers de Norwich et rebaptisé Princess Victoria, puis il a été transporté en Écosse pour Waterside Promotions Ltd pour opérer sur le canal de Forth et Clyde à Kirkintilloch.  
En novembre 1993, le navire a été acheté par son propriétaire actuel, rebaptisé Ratho Princess et basé à Ratho, un quartier d'Édimbourg. Mis hors d'eau, il bénéficie d'une restauration complète. Il navigue de nouveau sur le canal de Forth et Clyde.